# Museu Câmara Cascudo
O Museu Câmara Cascudo (MCC) é um museu universitário, localizado no bairro Tirol em Natal-RN, é um equipamento cultural da Universidade Federal do Rio Grande do Norte (UFRN), sendo o maior museu do Rio Grande do Norte e um dos mais importantes museus universitários brasileiros, tanto pelas atividades que desenvolve, quanto pelo acervo que conserva.

## Histórico
Sua história remonta a 1960, quando foi criado o Instituto de Antropologia (IA), primeiro centro de pesquisas da recém-criada Universidade do Rio Grande do Norte (URN, 1958), instituição estadual que, federalizada, se tornaria a UFRN. O IA nasceu da vontade e iniciativa de Onofre Lopes (1907-1984), Reitor da URN à época, e dos intelectuais Luís da Câmara Cascudo (1898-1986), Dom Nivaldo Monte (1918-2006), Veríssimo de Melo (1921-1996) e José Nunes Cabral de Carvalho (1913-1979), que viram a importância de se criar um espaço de produção de conhecimento científico no estado.
O IA foi responsável por pesquisas pioneiras no estado, nas áreas de Paleontologia, Genética, Geologia, Botânica, Zoologia, Antropologia, Etnografia, Arqueologia e Linguística. Do material resultante das pesquisas, bem como de compras e doações, foram sendo constituídas importantes coleções de Ciências Naturais e de Ciências Humanas, que eram apresentadas em exposições abertas ao público. Parcerias com importantes instituições, como o Museu Emílio Goeldi (Belém, PA) e o Smithsonian Institution (Washington D.C., EUA), projetaram o instituto nacional e internacionalmente.
Em 1973, com a construção do Campus Central e criação de diversos centros e departamentos acadêmicos na UFRN, toda a estrutura do IA – que desde 1965 chamava-se Instituto de Antropologia Câmara Cascudo, em homenagem ao seu fundador mais ilustre e primeiro diretor – passou a configurar o Museu Câmara Cascudo, unidade suplementar diretamente ligada à Reitoria. Ao mesmo tempo, o acervo passou a ser apresentado em exposições de longa duração, tornando-se referência no cenário museológico potiguar.
Desde então, o museu se afirmou e vem se desenvolvendo como um importante espaço de produção e compartilhamento de conhecimento, abrigando diversos projetos acadêmicos de ensino e pesquisa e servindo de plataforma para um diálogo dinâmico e efetivo da UFRN com a sociedade, tanto no campo da ciência e da educação, como no da cultura, da arte e do lazer.

## Arquitetura
Criado em 1960, o Instituto de Antropologia (IA) começou a funcionar em 1962 em imóvel alugado, no número 961 da avenida Hermes da Fonseca, principal via de acesso à capital potiguar. Dois anos mais tarde, no entanto, o IA ganhou um terreno para construir sua própria sede, doado pela Sociedade de Assistência aos Filhos de Lázaro, por iniciativa de seu presidente, Dr. Valera Santiago.
A nova sede, cujo projeto é do arquiteto Manoel Coelho da Silva, foi construída em duas etapas. Em 1969 foi inaugurado um grande pavilhão de 1.668 m² com fachada dando diretamente para a avenida Hermes da Fonseca e vocação para abrigar o museu da instituição. Em 1971 foram inaugurados outros pavilhões por trás do primeiro, para abrigar reservas técnicas, laboratórios, salas de aula, espaços administrativos e alojamentos para pesquisadores. Em 1973, com o fim das atividades do IA, todo o complexo se tornou o Museu Câmara Cascudo (MCC).
Em sua configuração original, a sede do MCC é exemplo da arquitetura modernista no Rio Grande do Norte, apresentando uma fachada característica desse estilo, com linhas retas, “janelas em fita”, grandes superfícies em vidro, cobogós e marquise em concreto. A planta do Pavilhão Expositivo reflete as concepções acadêmicas da época, apresentando várias salas separadas por campos de conhecimento, sem diálogo entre estes.
No início da década de 2010, por ocasião de uma grande reforma no Pavilhão Expositivo, a entrada principal foi deslocada para a lateral do edifício, modificando-se completamente o aspecto da fachada original, que perdeu as janelas em fita e a marquise em concreto. Também foram iniciadas mudanças nos espaços internos, buscando-se substituir o sistema de salas estanques por espaços que facilitem a interdisciplinaridade.

## Acervo

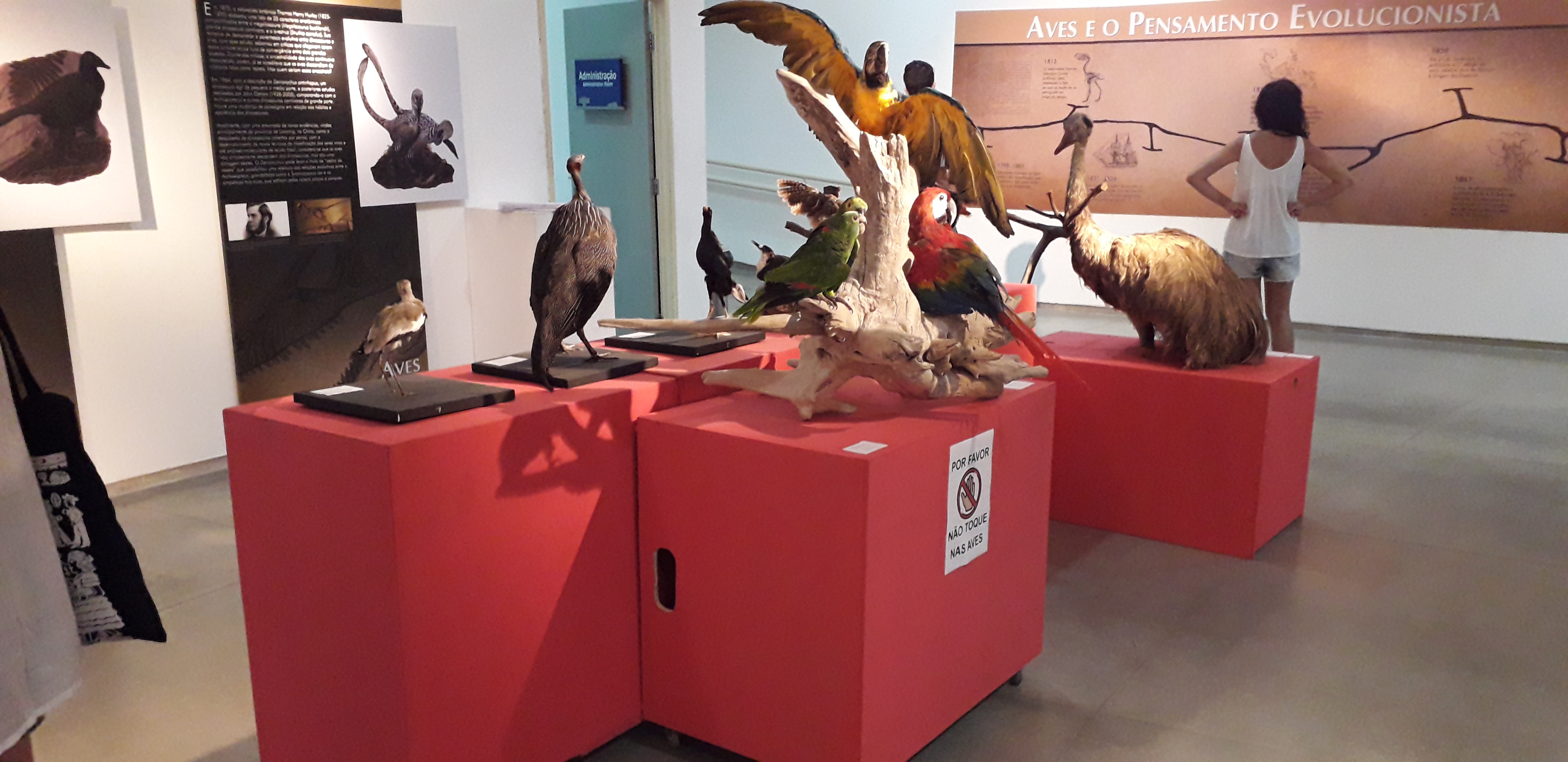
Aves e Evolução - Uma perspectiva histórica (Exposição realizada com parte do acervo do MCC).

O acervo do Museu Câmara Cascudo foi constituído e vem se desenvolvendo ao longo de sua história, desde a época de funcionamento do Instituto de Antropologia (1960-1973), de diferentes maneiras:
- com o material resultante de pesquisas realizadas pelo próprio museu ou com seu apoio;
- graças a doações;
- através de compras;
- a partir de parcerias com instituições públicas e privadas.

Sendo composto por mais de 200 mil peças inventariadas em 2023 – se divide em quatro conjuntos principais: Arqueologia, Documentação e Memória, Etnologia e Paleontologia. O acervo do MCC está sendo progressivamente cadastrado e disponibilizado, juntamente com acervos de diversas unidades da UFRN, na plataforma ACERVUS.

### Arqueologia
O Museu Câmara Cascudo da UFRN conserva um importante acervo arqueológico, composto por cerca de 200 mil peças representativas da atividade humana pretérita, principalmente no atual território do Rio Grande do Norte. São instrumentos líticos lascados (facas, raspadores, furadores) e polidos (lâminas de machado, pilões, mãos de pilão, batedores para quebrar coquinhos e ossos), materiais cerâmicos pré-coloniais (vasilhames utilitários, urnas funerárias, cachimbos), louças européias e ossos humanos, entre outros, com grande variedade de matérias-primas, técnicas de produção, tipos, formas e usos.
O acervo começou a ser formado na época do Instituto de Antropologia (1960-1973), com o material resultante das primeiras pesquisas arqueológicas de caráter científico realizadas no RN, com destaque para as campanhas coordenadas pelo arqueólogo Nássaro Nasser no âmbito do Programa Nacional de Pesquisas Arqueológicas (PRONAPA) e em parceria com o Smithsonian Institution (Washington, EUA), que resultaram em uma importante coleção de cerâmica pré-colonial, muitas vezes decorada, coletada nos municípios de Vila Flor e Georgino Avelino. Em seguida, já como Museu Câmara Cascudo (MCC), o acervo cresceu e se diversificou graças às pesquisas dos arqueólogos Tom Miller, Armand Laroche, Adjelma Laroche e Vicente Tassone em diferentes regiões do estado, durante as quais foram coletados novos vestígios cerâmicos e, sobretudo, um grande conjunto de artefatos líticos.
Como unidade inscrita no Cadastro Nacional das Instituições de Guarda e Pesquisa do Centro Nacional de Arqueologia (CNIGP/CNA) do Instituto do Patrimônio Histórico e Artístico Nacional (IPHAN), o MCC também está apto a receber bens arqueológicos resultantes de projetos realizados por terceiros, no âmbito de processos de Licenciamento Ambiental. Com fluxo contínuo, esse tem sido um importante meio de enriquecimento do acervo da instituição.
De maneira mais pontual, o museu também tem recebido material oriundo de diferentes contextos, como as canoas monóxilas encontradas no fundo da Lagoa de Extremoz pelo pescador Pedro Luiza da Silva, cuja datação por carbono 14 revelou serem do século XIV e XVII, a primeira correspondendo ao mais antigo artefato náutico datado do Brasil. Mais recentemente, em 2021, merece destaque o Marco de Touros, um dos mais antigos vestígios da chegada dos europeus nas Américas, datado de 1501, que foi transferido do Forte dos Reis Magos, onde estava há décadas, para o MCC, por decisão do IPHAN.
O Acervo de Arqueologia do Museu Câmara Cascudo é amplamente utilizado em atividades de Pesquisa, Ensino e Extensão, servindo a ações diversas, como cursos, publicações e exposições. Dessa forma, contribui ativamente para um maior conhecimento e uma melhor compreensão das populações humanas que viveram, ao longo do tempo, no atual território do Rio Grande do Norte.

### Documentação e Memória
O Acervo de Documentação e Memória do MCC/UFRN é constituído por materiais conservados em dois espaços distintos:
A Biblioteca Setorial Veríssimo de Melo conserva o acervo bibliográfico constituído por livros, obras de referência, folhetos de cordel, periódicos, trabalhos acadêmicos, folhetos e publicações de eventos. O acervo bibliográfico está dividido em coleções, seguindo os critérios do Sistema de Bibliotecas da UFRN (SISBI/UFRN), como Acervo Circulante; Obras de Referência; Literatura de Cordel; Periódicos; Trabalhos Acadêmicos; Folhetos; Eventos e Veríssimo de Melo (com obras do acervo particular do folclorista doadas ao MCC).
Por ser uma unidade de informação especializada, a BSVM possui um acervo bibliográfico voltado às áreas de atuação do museu, como Antropologia, Museologia, Arqueologia, Paleontologia, Artes, Estudos Ambientais e Estudos sobre o Rio Grande do Norte. A aquisição dos itens – iniciada em 1962, no âmbito do Instituto de Antropologia – ocorre através de processos de compra e doação. Até junho de 2023, foram tombados 7.897 exemplares e catalogados 5.038 itens que já podem ser consultados no Catálogo das Bibliotecas da UFRN.
O Arquivo Institucional reúne documentos textuais, iconográficos, cartográficos e audiovisuais, de valor probatório, legal, testemunhal e histórico-cultural, de guarda intermediária e permanente, produzidos e acumulados ao longo da história do museu e organizados nos seguintes conjuntos documentais:
- Fundo Instituto de Antropologia (1960-1973): com o legado documental do centro de pesquisas que deu origem ao MCC;
- Seção Museu Câmara Cascudo: subdivisão do fundo arquivístico da UFRN, com a documentação produzida e acumulada pelo MCC no decorrer de suas atividades administrativas;

O acervo arquivístico inclui atas de reuniões, boletins de pessoal e administrativos, correspondências diversas, folders informativos, livros de registro, plantas arquitetônicas, relatórios, projetos de pesquisa, recortes de jornais, fotografias, dentre outros. O acervo fotográfico é composto por 4.864 fotografias impressas, que retratam diversos momentos do museu ao longo de sua existência, como pesquisas de campo, visitas de autoridades, eventos diversos, atividades técnicas e também exposições realizadas no museu. Parte do acervo fotográfico está disponível no Sistema Acervus da UFRN. Atualmente, o acervo do Arquivo do MCC está completamente identificado e disponível para consulta presencial com agendamento prévio.

### Etnologia
As primeiras coleções do acervo de Etnologia do Museu Câmara Cascudo foram formadas por meio de doações, coletas e aquisições realizadas pelo antigo Instituto de Antropologia. Inicialmente, o acervo focava no território e na cultura do homem norte-rio-grandense. Com o passar dos anos, porém, as coleções passaram a incluir itens representativos de outras culturas, mantendo, contudo, o foco central nas tradições e identidades do Rio Grande do Norte.

#### Etnologia - José Costa Leite
Na história da literatura e da gravura popular brasileira, um destaque muito especial deve ser dado a José Costa Leite (1927-2021). Poeta, xilógrafo, editor, vendedor e declamador de folhetos de cordel, JCL (como assinava suas gravuras) foi uma verdadeira máquina criativa, autor de incontáveis textos e imagens que retratam – com muita poesia, humor, perspicácia e beleza – a realidade e o imaginário do povo nordestino. Graças ao projeto JOSÉ COSTA LEITE PARA SEMPRE NO MUSEU CÂMARA CASCUDO, um pouco da produção desse grande artista autodidata está protegido e acessível.
O projeto, fruto de uma parceria entre o MCC e a Fundação Norte-Rio-Grandense de Pesquisa e Cultura (FUNPEC), foi contemplado no Edital Matchfunding BNDES+ Patrimônio Cultural 2020 e originou uma exitosa campanha de financiamento coletivo, que contou com a colaboração de quase 300 benfeitores, entre pessoas físicas e jurídicas, além do generoso apoio do BNDES. Assim, foi possível adquirir a coleção pessoal de 645 matrizes de xilogravura de José Costa Leite, integrá-la ao acervo do MCC e disponibilizá-la ao grande público. Durante a execução do projeto, em agosto de 2021, José Costa Leite, que era então o mais antigo poeta e xilógrafo de cordel em atividade, faleceu, com 94 anos.

### Paleontologia
O acervo de paleontologia do MCC tem sua origem na coleção de Geologia e Paleontologia do Quaternário, do antigo Instituto de Antropologia. A coleção de Malacologia começou com a doação de mais de uma centena de conchas, provenientes tanto do Rio Grande do Norte quanto de outras partes do mundo, realizada pelo professor Protásio Pinheiro de Melo. O acervo paleontológico do MCC é amplamente utilizado em dissertações de mestrado, teses de doutorado, monografias de graduação e artigos científicos, sendo uma referência importante para estudos na área.
O acervo está organizado nas seguintes coleções:
1. Coleção Onofre Lopes – Vertebrados
2. Coleção Vingt-Un Rosado – Fósseis da Bacia Potiguar.
3. Coleção Antônio Campos – Amostras de rochas.
4. Icnologia: Vestígios de evidências de ações de organismos.
5. Malacologia: Conchas
6. Anatomia Comparada: Vertebrados.

## Educativo
No Museu Câmara Cascudo da UFRN, as possibilidades de desenvolvimento e transformação pessoal, a partir do compartilhamento de conhecimentos e experiências, são inúmeras e variadas, atento também à democratização de seus espaços e de suas ações, além da produção de materiais educativos.

### Educação Museal
O museu representa um grande espaço de educação não formal, em que visitantes de diferentes idades e perfis – incluindo pessoas com necessidades especiais e em situação de vulnerabilidade social – podem aprender individual e coletivamente, de maneira dinâmica, imersiva e prazerosa, no âmbito de exposições, instalações, eventos, projetos e ações diversas. Para potencializar tudo isso, estimulando e facilitando as experiências do público, o museu propõe diversas atividades e diferentes recursos especialmente elaborados pela equipe do Setor de Ação Educativa e Cultural.

### Inclusão e acessibilidade
O museu também desenvolve diversas ações para atrair e acolher aqueles que, em razão de barreiras físicas, sensoriais, cognitivas, culturais ou socioeconômicas, não têm acesso ou não frequentam instituições museais. Fruto de um trabalho coletivo envolvendo a equipe do museu e de outras unidades da UFRN, além de parcerias com profissionais e órgãos externos, tais ações são orientadas pelo perfil de cada grupo e realizadas por mediadores qualificados, que buscam, com a ajuda de metodologias e dispositivos diversos, colocar as potencialidades educativas, científicas, culturais e artísticas do museu ao alcance de diferentes públicos.

## Apoio institucional
Como instituição registrada no Cadastro Nacional das Instituições de Guarda e Pesquisa do Centro Nacional de Arqueologia (CNA), órgão do Instituto do Patrimônio Histórico e Artístico Nacional (IPHAN), o Museu Câmara Cascudo da UFRN está apto a receber coleções arqueológicas resultantes de projetos autorizados pelo IPHAN, responsabilizando-se por sua guarda, conservação, estudo e comunicação.